# لويس دفريوإكس
لويس دفريوإكس (20 أكتوبر 1931 في المملكة المتحدة - 12 نوفمبر 2016 بآبريستويث في المملكة المتحدة) (بالإنجليزية: Louis Devereux)‏ هو لاعب كريكت بريطاني. لعب مع نادي مقاطعة ورسسترشاير للكريكيت ‏ ونادي مقاطعة ميدلسكس للكريكت ‏ ونادي مقاطعة غلاموركن للكريكت ‏.

## وصلات خارجية
- لويس دفريوإكس على موقع إي آس بي آن كريك إنفو (الإنجليزية)